# Carla Maria Puccini
Carla Maria Puccini (n. 26 februarie 1941, Gondar, Etiopia) este o actriță și moderatoare de televiziune italiană.